# Hemibrycon jabonero
Hemibrycon jabonero är en fiskart som beskrevs av Schultz, 1944. Hemibrycon jabonero ingår i släktet Hemibrycon och familjen Characidae. Inga underarter finns listade i Catalogue of Life.